# يوليا تشوماتشينكو
يوليا تشوماتشينكو (بالأوكرانية: Юлія Чумаченко؛ من مواليد 2 أكتوبر 1994) هي لاعبة ألعاب قوى أوكرانية متخصصة في القفز العالي. تأهلت لدورة الألعاب الأولمبية الصيفية 2016، والفائزة ببطولة الجامعات العالمية الصيفية 2019.والفائزة ببطولة البلقان للصالات المغلقة 2020.